# Elvisi Dusha
Elvisi Dusha (Londra, 15 luglio 1994) è un cestista britannico con cittadinanza albanese.

## Palmarès
- BBL Trophy: 1

London City Royals: 2018-19